# Κ-Bungarotoxin
κ-Bungarotoxin (synonym Toxin F) ist ein Protein und Neurotoxin aus der Schlange Bungarus multicinctus.

## Eigenschaften
κ-Bungarotoxin wird in der Giftdrüse gebildet. Es bindet und hemmt nikotinische Acetylcholinrezeptoren mit einer IC50 von 100 nM. Es ist ein reversibler Antagonist insbesondere von alpha-3/CHRNA3 und in geringerem Umfang von alpha-4/CHRNA4-Acetylcholinrezeptoren. Im Gegensatz zum verwandten α-Bungarotoxin hemmt κ-Bungarotoxin das ganglion ciliare von Hühnern, weshalb es in der Reihe mit den anderen Bungarotoxinen mit dem griechischen Buchstaben 'κ' (als Allusion auf das lateinische ciliare) bezeichnet wurde. Wie das α-Bungarotoxin wirkt κ-Bungarotoxin postsynaptisch, während β-Bungarotoxin präsynaptisch wirkt.